# Club Ciudad de Bragado
El Club Ciudad de Bragado es un club de baloncesto fundado en agosto de 2002 en la ciudad de Bragado, Provincia de Buenos Aires.
Juega de local en el gimnasio de Bragado Club, ubicado en calle 12 de Octubre 1302.
Tiene como mejor resultado histórico un cuarto lugar en el Torneo Nacional de Ascenso 2009/2010.

## Campañas

### Torneo Provincial de Clubes 2003/2004
Jugó 21 partidos, de los cuales ganó 17 y perdió 4.
| Instancia        | Encuentro                                           | Resultado |
| ---------------- | --------------------------------------------------- | --------- |
| Primera fase     | El Linqueño (Lincoln) vs Ciudad de Bragado          | 70-95     |
| Primera fase     | Ciudad de Bragado vs Pueblo Nuevo (Olavarría)       | 87-81     |
| Primera fase     | Los Indios (Junín) vs Ciudad de Bragado             | 85-91     |
| Primera fase     | Racing (Olavarría) vs Ciudad de Bragado             | 85-82     |
| Primera fase     | Ciudad de Bragado vs Gimnasia y Esgrima (Chivilcoy) | 84-66     |
| Primera fase     | Ciudad de Bragado vs El Linqueño (Lincoln)          | 101-77    |
| Primera fase     | Pueblo Nuevo (Olavarría) vs Ciudad de Bragado       | 60-114    |
| Primera fase     | Ciudad de Bragado vs Los Indios (Junín)             | 71-81     |
| Primera fase     | Ciudad de Bragado vs Racing (Olavarría)             | 78-76     |
| Primera fase     | Gimnasia y Esgrima (Chivilcoy) vs Ciudad de Bragado | 53-86     |
| Segunda fase     | Arenal (Ing.Maschwitz) vs Ciudad de Bragado         | 89-81     |
| Segunda fase     | Gimnasia y Esgrima (Chivilcoy) vs Ciudad de Bragado | 69-83     |
| Segunda fase     | Ciudad de Bragado vs Racing (Olavarría)             | 93-73     |
| Segunda fase     | Ciudad de Bragado vs Arenal (Ing.Maschwitz)         | 112-76    |
| Segunda fase     | Ciudad de Bragado vs Gimnasia y Esgrima (Chivilcoy) | 81-63     |
| Segunda fase     | Racing (Olavarría) vs Ciudad de Bragado             | 68-84     |
| Cuartos de final | Costa Sud (Tres Arroyos) vs Ciudad de Bragado       | 72-85     |
| Cuartos de final | Ciudad de Bragado vs Costa Sud (Tres Arroyos)       | 96-67     |
| Semifinal        | Arenal (Ing.Maschwitz) vs Ciudad de Bragado         | 86-89     |
| Semifinal        | Ciudad de Bragado vs Arenal (Ing.Maschwitz)         | 95-90     |
| Final            | Ciudad de Bragado vs Los Indios (Junín)             | 78-85     |

### Campeonato Argentino de Clubes 2004
Jugó 13 partidos, de los cuales ganó 10 y perdió 3.
| Instancia    | Encuentro                                         | Resultado |
| ------------ | ------------------------------------------------- | --------- |
| Primera fase | Los Indios (Junín) vs Ciudad de Bragado           | 77-91     |
| Primera fase | GEVP vs Ciudad de Bragado                         | GANO CB   |
| Primera fase | Ciudad de Bragado vs Banco Nación (Vicente López) | 66-70     |
| Primera fase | Ciudad de Bragado vs Los Indios (Junín)           | 70-78     |
| Primera fase | Ciudad de Bragado vs GEVP                         | 79-66     |
| Primera fase | Banco Nación (Vicente López) vs Ciudad de Bragado | 86-90     |
| Desempate *  | Banco Nación (Vicente López) vs Ciudad de Bragado | 86-92     |
| Semifinal    | Ciudad de Bragado vs Instituto de Paolis          | 101-90    |
| Semifinal    | Unión Allen Progresista vs Ciudad de Bragado      | 71-91     |
| Semifinal    | Boxing Club (Río Gallegos) vs Ciudad de Bragado   | 76-72     |
| Final        | Ciudad de Bragado vs Unión (Santa Fe)             | 92-83     |
| Final        | Ciudad de Bragado vs Deportivo Acción             | 95-83     |
| Final        | Ciudad de Bragado vs Instituto de Paolis          | 103-90    |

* Partido jugado en el Polideportivo de Gimnasia y Esgrima La Plata.

### Liga Nacional "B" 2004/2005
Jugó 23 partidos, de los cuales ganó 17 y perdió 6.
| Instancia        | Encuentro                                             | Resultado |
| ---------------- | ----------------------------------------------------- | --------- |
| Primera fase     | Sportivo Pilar vs Ciudad de Bragado                   | 85-89     |
| Primera fase     | Ciudad de Bragado vs Aviador Origone (Villa Mercedes) | 113-55    |
| Primera fase     | Estudiantes (Santa Rosa) vs Ciudad de Bragado         | 89-94     |
| Primera fase     | Ciudad de Bragado vs San Martín (Junín)               | 83-84     |
| Primera fase     | Firmat Foot Ball Club vs Ciudad de Bragado            | 85-91     |
| Primera fase     | Ciudad de Bragado vs Independiente (Neuquén)          | 78-66     |
| Primera fase     | Atlético Lanús vs Ciudad de Bragado                   | 85-80     |
| Primera fase     | Ciudad de Bragado vs GEPU (San Luis)                  | 100-75    |
| Primera fase     | Sol de Mayo (Viedma) vs Ciudad de Bragado             | 93-90     |
| Primera fase     | Ciudad de Bragado vs Sportivo Pilar                   | 76-74     |
| Primera fase     | Aviador Origone (Villa Mercedes) vs Ciudad de Bragado | 85-112    |
| Primera fase     | Ciudad de Bragado vs Estudiantes (Santa Rosa)         | 108-89    |
| Primera fase     | San Martín (Junín) vs Ciudad de Bragado               | 99-102    |
| Primera fase     | Ciudad de Bragado vs Firmat Foot Ball Club            | 94-74     |
| Primera fase     | Independiente (Neuquén) vs Ciudad de Bragado          | 86-97     |
| Primera fase     | Ciudad de Bragado vs Atlético Lanús                   | 87-83     |
| Primera fase     | GEPU (San Luis) vs Ciudad de Bragado                  | 91-105    |
| Primera fase     | Ciudad de Bragado vs Sol de Mayo (Viedma)             | 88-67     |
| Cuartos de final | Estudiantes (Santa Rosa) vs Ciudad de Bragado         | 94-93     |
| Cuartos de final | Ciudad de Bragado vs Estudiantes (Santa Rosa)         | 111-72    |
| Cuartos de final | Ciudad de Bragado vs Estudiantes (Santa Rosa)         | 106-86    |
| Semifinal        | Firmat Foot Ball Club vs Ciudad de Bragado            | 105-98    |
| Semifinal        | Ciudad de Bragado vs Firmat Foot Ball Club            | 80-81     |

### Liga Nacional "B" 2005/2006
Jugó 35 partidos, de los cuales ganó 23 y perdió 12.
| Instancia         | Encuentro                                             | Resultado |
| ----------------- | ----------------------------------------------------- | --------- |
| Primera fase      | Atlético Lanús vs Ciudad de Bragado                   | 86-80     |
| Primera fase      | Ciudad de Bragado vs Atenas (Carmen de Patagones)     | 77-93     |
| Primera fase      | Estudiantes (Santa Rosa) vs Ciudad de Bragado         | 72-86     |
| Primera fase      | Ciudad de Bragado vs Costa Sud (Tres Arroyos)         | 108-116   |
| Primera fase      | Sol de Mayo (Viedma) vs Ciudad de Bragado             | 80-105    |
| Primera fase      | Ciudad de Bragado vs Vélez Sarsfield                  | 84-60     |
| Primera fase      | Atenas (Carmen de Patagones) vs Ciudad de Bragado     | 82-83     |
| Primera fase      | Ciudad de Bragado vs Estudiantes (Santa Rosa)         | 96-73     |
| Primera fase      | Costa Sud (Tres Arroyos) vs Ciudad de Bragado         | 82-91     |
| Primera fase      | Ciudad de Bragado vs Sol de Mayo (Viedma)             | 101-71    |
| Primera fase      | Vélez Sarsfield vs Ciudad de Bragado                  | 76-83     |
| Primera fase      | Ciudad de Bragado vs Atlético Lanús                   | 94-86     |
| Segunda fase      | Ciudad de Bragado vs Atlético Lanús                   | 104-88    |
| Segunda fase      | Atlético Lanús vs Ciudad de Bragado                   | 86-96     |
| Segunda fase      | Ciudad de Bragado vs Banco Nación (Vicente López)     | 77-63     |
| Segunda fase      | Ciudad de Bragado vs GEVP                             | 111-87    |
| Segunda fase      | Firmat Foot Ball Club vs Ciudad de Bragado            | 95-90     |
| Segunda fase      | Juvenil-Estudiantes (Río Cuarto) vs Ciudad de Bragado | 91-87     |
| Segunda fase      | Costa Sud (Tres Arroyos) vs Ciudad de Bragado         | 83-77     |
| Segunda fase      | Sol de Mayo (Viedma) vs Ciudad de Bragado             | 84-83     |
| Segunda fase      | Ciudad de Bragado vs Costa Sud (Tres Arroyos)         | 111-74    |
| Segunda fase      | Banco Nación (Vicente López) vs Ciudad de Bragado     | 80-87     |
| Segunda fase      | GEVP vs Ciudad de Bragado                             | 78-76     |
| Segunda fase      | Ciudad de Bragado vs Firmat Foot Ball Club            | 108-88    |
| Segunda fase      | Ciudad de Bragado vs Juvenil-Estudiantes (Río Cuarto) | 87-80     |
| Semifinal - C.Sur | Ciudad de Bragado vs Firmat Foot Ball Club            | 91-71     |
| Semifinal - C.Sur | Ciudad de Bragado vs Firmat Foot Ball Club            | 98-76     |
| Semifinal - C.Sur | Firmat Foot Ball Club vs Ciudad de Bragado            | 88-83     |
| Semifinal - C.Sur | Firmat Foot Ball Club vs Ciudad de Bragado            | 73-82     |
| Final - C.Sur     | Juvenil-Estudiantes (Río Cuarto) vs Ciudad de Bragado | 86-84     |
| Final - C.Sur     | Juvenil-Estudiantes (Río Cuarto) vs Ciudad de Bragado | 69-70     |
| Final - C.Sur     | Ciudad de Bragado vs Juvenil-Estudiantes (Río Cuarto) | 84-76     |
| Final - C.Sur     | Ciudad de Bragado vs Juvenil-Estudiantes (Río Cuarto) | 78-68     |
| Final             | Ciudad de Bragado vs Asociación Española (Charata)    | 92-100    |
| Final             | Asociación Española (Charata) vs Ciudad de Bragado    | 99-96     |

### Torneo Nacional de Ascenso 2006/2007
Equipo: Héctor Martirena, Eduardo Gamboa, Mariano Marini, Gustavo Souto, Maximiliano Lamarque, Todd Williams, Federico Arce, Leonardo Diebold, Facundo Piñero, Arnaldo Febres, Emmanuel Forrest, Amin Norris, Terry Flanagan, Juan Ignacio Varas,  Andrés López, Leonardo Lete. 
DT: Luis Oroño / Alejandro Mangone.
Jugó 22 partidos, de los cuales ganó 7 y perdió 15.
| Instancia    | Encuentro                                        | Resultado |
| ------------ | ------------------------------------------------ | --------- |
| Primera fase | El Nacional (Bahía Blanca) vs Ciudad de Bragado  | 88-75     |
| Primera fase | Ciudad de Bragado vs Argentino (Junín)           | 92-78     |
| Primera fase | Racing-Echagüe vs Ciudad de Bragado              | 70-72     |
| Primera fase | Ciudad de Bragado vs Olimpia (Venado Tuerto)     | 84-85     |
| Primera fase | Independiente (Neuquén) vs Ciudad de Bragado     | 84-64     |
| Primera fase | Ciudad de Bragado vs Gimnasia y Esgrima La Plata | 84-73     |
| Primera fase | Ciudad de Bragado vs El Nacional (Bahía Blanca)  | 106-111   |
| Primera fase | Argentino (Junín) vs Ciudad de Bragado           | 89-76     |
| Primera fase | Ciudad de Bragado vs Racing-Echagüe              | 73-76     |
| Primera fase | Olimpia (Venado Tuerto) vs Ciudad de Bragado     | 77-57     |
| Primera fase | Ciudad de Bragado vs Independiente (Neuquén)     | 80-85     |
| Primera fase | Gimnasia y Esgrima La Plata vs Ciudad de Bragado | 82-76     |
| Segunda fase | Gimnasia y Esgrima La Plata vs Ciudad de Bragado | 93-69     |
| Segunda fase | Argentino (Junín) vs Ciudad de Bragado           | 86-65     |
| Segunda fase | Ciudad de Bragado vs Olímpico (La Banda)         | 100-84    |
| Segunda fase | Echagüe (Paraná) vs Ciudad de Bragado            | 89-77     |
| Segunda fase | Ciudad de Bragado vs Alma Juniors (Esperanza)    | 123-99    |
| Segunda fase | Ciudad de Bragado vs Gimnasia y Esgrima La Plata | 88-80     |
| Segunda fase | Ciudad de Bragado vs Argentino (Junín)           | 81-86     |
| Segunda fase | Olímpico (La Banda) vs Ciudad de Bragado         | 95-87     |
| Segunda fase | Ciudad de Bragado vs Echagüe (Paraná)            | 95-85     |
| Segunda fase | Alma Juniors (Esperanza) vs Ciudad de Bragado    | 96-88     |

### Liga Nacional "B" 2007/2008
Equipo: Mariano Marini, Francisco Rasio, Martín Trímboli, Héctor Martirena, Javier Abbadie, César Avalle, Javier Corniglia, Fermín Cassani, Marcelo Piuma, Andrés López , Juan Pablo Cassani, Ezequiel Romero, Joaquín Baeza.
DT: Alejandro Mangone.
Jugó 32 partidos, de los cuales ganó 18 y perdió 14.
| Instancia         | Encuentro                                     | Resultado |
| ----------------- | --------------------------------------------- | --------- |
| Primera fase      | Ciudad de Bragado vs Atlético Regina          | 96-72     |
| Primera fase      | Ciudad de Bragado vs GEVP                     | 107-87    |
| Primera fase      | GEBA vs Ciudad de Bragado                     | 69-63     |
| Primera fase      | Ciudad de Bragado vs Vélez Sarsfield          | 79-75     |
| Primera fase      | Estudiantes (Santa Rosa) vs Ciudad de Bragado | 84-80     |
| Primera fase      | Ciudad de Bragado vs El Sureño (Río Grande)   | 101-84    |
| Primera fase      | Independiente (Tandil) vs Ciudad de Bragado   | 100-105   |
| Primera fase      | GEVP vs Ciudad de Bragado                     | 96-82     |
| Primera fase      | Ciudad de Bragado vs GEBA                     | 88-90     |
| Primera fase      | Vélez Sarsfield vs Ciudad de Bragado          | 102-90    |
| Primera fase      | Ciudad de Bragado vs Estudiantes (Santa Rosa) | 107-92    |
| Primera fase      | El Sureño (Río Grande) vs Ciudad de Bragado   | 79-89     |
| Primera fase      | Ciudad de Bragado vs Independiente (Tandil)   | 99-75     |
| Primera fase      | Atlético Regina vs Ciudad de Bragado          | 102-84    |
| Segunda fase      | Ciudad de Bragado vs San Martín (Junín)       | 83-73     |
| Segunda fase      | Sportivo Rojas vs Ciudad de Bragado           | 84-75     |
| Segunda fase      | Ciudad de Bragado vs GEVP                     | 72-69     |
| Segunda fase      | Vélez Sarsfield vs Ciudad de Bragado          | 72-85     |
| Segunda fase      | Ciudad de Bragado vs Firmat Foot Ball Club    | 90-71     |
| Segunda fase      | Ciudad de Bragado vs GEBA                     | 87-64     |
| Segunda fase      | Racing (Gualeguaychú) vs Ciudad de Bragado    | 87-66     |
| Segunda fase      | Ciudad de Bragado vs Sportivo Rojas           | 89-72     |
| Segunda fase      | GEVP vs Ciudad de Bragado                     | 96-87     |
| Segunda fase      | Ciudad de Bragado vs Vélez Sarsfield          | 96-88     |
| Segunda fase      | Firmat Foot Ball Club vs Ciudad de Bragado    | 86-80     |
| Segunda fase      | GEBA vs Ciudad de Bragado                     | 56-76     |
| Segunda fase      | Ciudad de Bragado vs Racing (Gualeguaychú)    | 76-66     |
| Segunda fase      | San Martín (Junín) vs Ciudad de Bragado       | 96-88     |
| Semifinal - C.Sur | Firmat Foot Ball Club vs Ciudad de Bragado    | 102-74    |
| Semifinal - C.Sur | Firmat Foot Ball Club vs Ciudad de Bragado    | 92-88     |
| Semifinal - C.Sur | Ciudad de Bragado vs Firmat Foot Ball Club    | 88-87     |
| Semifinal - C.Sur | Ciudad de Bragado vs Firmat Foot Ball Club    | 87-98     |

### Liga Nacional "B" 2008/2009
Equipo: Gastón García, Eleazar Danessa, Nicolás Ballícora, Ezequiel López, Lisandro Rasio, Emanuel Arévalo, Walter Cordero, Andrés Berman, Ezequiel Manzanares, Mariano Marini, Francisco Rasio, Ezequiel Romero, Marcos Moreno, Alejo Meire, Sebastián Almirón, Maximiliano Ciancio.
DT: Aldo Marchesini / Adrián Capelli.
Jugó 41 partidos, de los cuales ganó 26 y perdió 15.
| Instancia         | Encuentro                                     | Resultado |
| ----------------- | --------------------------------------------- | --------- |
| Primera fase      | Ciudad de Puerto Madryn vs Ciudad de Bragado  | 90-83     |
| Primera fase      | Ciudad de Bragado vs Unión Vecinal (La Plata) | 74-72     |
| Primera fase      | Jorge Newbery vs Ciudad de Bragado            | 46-60     |
| Primera fase      | Ciudad de Bragado vs Huracán (Trelew)         | 73-68     |
| Primera fase      | Independiente (Tandil) vs Ciudad de Bragado   | 73-78     |
| Primera fase      | Atlético Regina vs Ciudad de Bragado          | 81-74     |
| Primera fase      | Ciudad de Bragado vs El Sureño (Río Grande)   | 71-64     |
| Primera fase      | Unión Vecinal (La Plata) vs Ciudad de Bragado | 84-71     |
| Primera fase      | Ciudad de Bragado vs Jorge Newbery            | 71-73     |
| Primera fase      | Huracán (Trelew) vs Ciudad de Bragado         | 72-61     |
| Primera fase      | Ciudad de Bragado vs Independiente (Tandil)   | 78-91     |
| Primera fase      | Ciudad de Bragado vs Atlético Regina          | 67-53     |
| Primera fase      | El Sureño (Río Grande) vs Ciudad de Bragado   | 79-81     |
| Primera fase      | Ciudad de Bragado vs Ciudad de Puerto Madryn  | 85-69     |
| Segunda fase      | Vélez Sarsfield vs Ciudad de Bragado          | GVS       |
| Segunda fase      | Huracán (Trelew) vs Ciudad de Bragado         | 77-76     |
| Segunda fase      | Ciudad de Bragado vs Racing (Gualeguaychú)    | 73-79     |
| Segunda fase      | Jorge Newbery vs Ciudad de Bragado            | 70-57     |
| Segunda fase      | Ciudad de Bragado vs Rosario Central          | 93-82     |
| Segunda fase      | Unión Vecinal (La Plata) vs Ciudad de Bragado | 70-78     |
| Segunda fase      | Ciudad de Bragado vs GEVP                     | 102-77    |
| Segunda fase      | Ciudad de Bragado vs Huracán (Trelew)         | 94-77     |
| Segunda fase      | Racing (Gualeguaychú) vs Ciudad de Bragado    | 67-70     |
| Segunda fase      | Ciudad de Bragado vs Jorge Newbery            | 92-62     |
| Segunda fase      | Rosario Central vs Ciudad de Bragado          | 96-91     |
| Segunda fase      | Ciudad de Bragado vs Unión Vecinal (La Plata) | 73-83     |
| Segunda fase      | GEVP vs Ciudad de Bragado                     | 69-67     |
| Segunda fase      | Ciudad de Bragado vs Vélez Sarsfield          | 71-66     |
| Cuartos - C.Sur   | Ciudad de Bragado vs Racing (Gualeguaychú)    | 73-60     |
| Cuartos - C.Sur   | Ciudad de Bragado vs Racing (Gualeguaychú)    | 86-72     |
| Cuartos - C.Sur   | Racing (Gualeguaychú) vs Ciudad de Bragado    | 90-48     |
| Cuartos - C.Sur   | Racing (Gualeguaychú) vs Ciudad de Bragado    | 68-72     |
| Semifinal - C.Sur | Rosario Central vs Ciudad de Bragado          | 75-76     |
| Semifinal - C.Sur | Rosario Central vs Ciudad de Bragado          | 88-80     |
| Semifinal - C.Sur | Ciudad de Bragado vs Rosario Central          | 87-63     |
| Semifinal - C.Sur | Ciudad de Bragado vs Rosario Central          | 80-76     |
| Final - C.Sur     | Ciudad de Bragado vs Unión Vecinal (La Plata) | 90-72     |
| Final - C.Sur     | Ciudad de Bragado vs Unión Vecinal (La Plata) | 75-60     |
| Final - C.Sur     | Unión Vecinal (La Plata) vs Ciudad de Bragado | 82-84     |
| Final             | Ciudad de Bragado vs 9 de Julio (Río Tercero) | 88-74     |
| Final             | 9 de Julio (Río Tercero) vs Ciudad de Bragado | 71-60     |

### Torneo Nacional de Ascenso 2009/2010
Equipo: Julián Olmedo, Federico Pollio, César Avalle, Derrick Miller, Lisandro Rasio, Fabricio Rebecchi, Gastón García, Sebastián Chaine, Alejo Barovero, Sebastián Pardal, Leandro González, Ezequiel Romero, Sebastián Almirón.
DT: Adrián Capelli.
Jugó 41 partidos, de los cuales ganó 19 y perdió 22.
| Instancia        | Encuentro                                       | Resultado |
| ---------------- | ----------------------------------------------- | --------- |
| Primera fase     | Ciudad de Bragado vs Argentino (Junín)          | 87-82     |
| Primera fase     | Independiente (Neuquén) vs Ciudad de Bragado    | 76-64     |
| Primera fase     | Independiente (Tandil) vs Ciudad de Bragado     | 58-72     |
| Primera fase     | Ciudad de Bragado vs Ciclista Juninense         | 80-75     |
| Primera fase     | Ciudad de Bragado vs El Nacional Monte Hermoso  | 80-68     |
| Primera fase     | Firmat Foot Ball Club vs Ciudad de Bragado      | 71-72     |
| Primera fase     | Ciudad de Bragado vs Independiente (Neuquén)    | 98-96     |
| Primera fase     | Ciudad de Bragado vs Independiente (Tandil)     | 80-78     |
| Primera fase     | Ciclista Juninense vs Ciudad de Bragado         | 88-74     |
| Primera fase     | El Nacional Monte Hermoso vs Ciudad de Bragado  | 79-73     |
| Primera fase     | Ciudad de Bragado vs Firmat Foot Ball Club      | 98-80     |
| Primera fase     | Argentino (Junín) vs Ciudad de Bragado          | 87-80     |
| Segunda fase     | 9 de Julio (Río Tercero) vs Ciudad de Bragado   | 88-82     |
| Segunda fase     | Ciudad de Bragado vs Ciclista Juninense         | 85-83     |
| Segunda fase     | San Martín (Marcos Juárez) vs Ciudad de Bragado | 90-78     |
| Segunda fase     | Ciudad de Bragado vs El Nacional Monte Hermoso  | 84-93     |
| Segunda fase     | Argentino (Junín) vs Ciudad de Bragado          | 90-82     |
| Segunda fase     | Ciudad de Bragado vs San Martín (Corrientes)    | 74-83     |
| Segunda fase     | Ciclista Juninense vs Ciudad de Bragado         | 94-72     |
| Segunda fase     | Ciudad de Bragado vs San Martín (Marcos Juárez) | 80-78     |
| Segunda fase     | El Nacional Monte Hermoso vs Ciudad de Bragado  | 93-70     |
| Segunda fase     | Ciudad de Bragado vs Argentino (Junín)          | 73-74     |
| Segunda fase     | San Martín (Corrientes) vs Ciudad de Bragado    | 90-56     |
| Segunda fase     | Ciudad de Bragado vs 9 de Julio (Río Tercero)   | 90-80     |
| Reclasificación  | Ciudad de Bragado vs Alma Juniors (Esperanza)   | 88-91     |
| Reclasificación  | Ciudad de Bragado vs Alma Juniors (Esperanza)   | 76-55     |
| Reclasificación  | Alma Juniors (Esperanza) vs Ciudad de Bragado   | 72-74     |
| Reclasificación  | Alma Juniors (Esperanza) vs Ciudad de Bragado   | 83-61     |
| Reclasificación  | Ciudad de Bragado vs Alma Juniors (Esperanza)   | 91-73     |
| Cuartos de final | 9 de Julio (Río Tercero) vs Ciudad de Bragado   | 81-86     |
| Cuartos de final | 9 de Julio (Río Tercero) vs Ciudad de Bragado   | 84-58     |
| Cuartos de final | Ciudad de Bragado vs 9 de Julio (Río Tercero)   | 78-71     |
| Cuartos de final | Ciudad de Bragado vs 9 de Julio (Río Tercero)   | 88-75     |
| Semifinal        | San Martín (Corrientes) vs Ciudad de Bragado    | 79-85     |
| Semifinal        | San Martín (Corrientes) vs Ciudad de Bragado    | 87-77     |
| Semifinal        | Ciudad de Bragado vs San Martín (Corrientes)    | 77-84     |
| Semifinal        | Ciudad de Bragado vs San Martín (Corrientes)    | 81-87     |
| Repechaje        | El Nacional Monte Hermoso vs Ciudad de Bragado  | 78-68     |
| Repechaje        | El Nacional Monte Hermoso vs Ciudad de Bragado  | 81-73     |
| Repechaje        | Ciudad de Bragado vs El Nacional Monte Hermoso  | 79-70     |
| Repechaje        | Ciudad de Bragado vs El Nacional Monte Hermoso  | 54-72     |

### Torneo Nacional de Ascenso 2010/2011
Equipo: Eduardo Gamboa, Derrick Miller, Eduardo Spalla, Martín Trovellesi, Federico Pollio, Enzo Cafferata, Pablo Rizzo, Bruno Ingratta, Franco Giulietti,  Daniel Chaher, Amiel Márquez, Pablo Sivilotti, Ezequiel Romero.
DT: Adrián Capelli.
Jugó 31 partidos, de los cuales ganó 17 y perdió 14.
| Instancia        | Encuentro                                          | Resultado |
| ---------------- | -------------------------------------------------- | --------- |
| Primera fase     | GEVP vs Ciudad de Bragado                          | 72-81     |
| Primera fase     | Ciudad de Bragado vs Ciclista Juninense            | 72-58     |
| Primera fase     | Firmat Foot Ball Club vs Ciudad de Bragado         | 83-72     |
| Primera fase     | Ciudad de Bragado vs Quilmes (Mar del Plata)       | 81-67     |
| Primera fase     | San Martín (Marcos Juárez) vs Ciudad de Bragado    | 79-76     |
| Primera fase     | Ciudad de Bragado vs Banda Norte (Río Cuarto)      | 82-69     |
| Primera fase     | Unión (Sunchales) vs Ciudad de Bragado             | 87-77     |
| Primera fase     | Ciclista Juninense vs Ciudad de Bragado            | 76-51     |
| Primera fase     | Ciudad de Bragado vs Firmat Foot Ball Club         | 83-75     |
| Primera fase     | Quilmes (Mar del Plata) vs Ciudad de Bragado       | 65-80     |
| Primera fase     | Ciudad de Bragado vs San Martín (Marcos Juárez)    | 79-61     |
| Primera fase     | Banda Norte (Río Cuarto) vs Ciudad de Bragado      | 92-93     |
| Primera fase     | Ciudad de Bragado vs Unión (Sunchales)             | 80-79     |
| Primera fase     | Ciudad de Bragado vs GEVP                          | 75-63     |
| Segunda fase     | Firmat Foot Ball Club vs Ciudad de Bragado         | 81-75     |
| Segunda fase     | Ciclista Juninese vs Ciudad de Bragado             | 69-66     |
| Segunda fase     | Ciudad de Bragado vs Oberá Tenis Club              | 70-52     |
| Segunda fase     | Ciudad de Bragado vs San Martín (Corrientes)       | 84-74     |
| Segunda fase     | Asociación Italiana (Charata) vs Ciudad de Bragado | 84-89     |
| Segunda fase     | Alvear (Villa Ángela) vs Ciudad de Bragado         | 74-70     |
| Segunda fase     | Ciudad de Bragado vs Asociación Italiana (Charata) | 78-82     |
| Segunda fase     | Ciudad de Bragado vs Alvear (Villa Ángela)         | 67-57     |
| Segunda fase     | Ciudad de Bragado vs Quilmes (Mar del Plata)       | 83-86     |
| Segunda fase     | Quilmes (Mar del Plata) vs Ciudad de Bragado       | 69-77     |
| Segunda fase     | Ciudad de Bragado vs Firmat Foot Ball Club         | 84-74     |
| Segunda fase     | Ciudad de Bragado vs Ciclista Juninense            | 68-59     |
| Segunda fase     | Oberá Tenis Club vs Ciudad de Bragado              | 62-55     |
| Segunda fase     | San Martín (Corrientes) vs Ciudad de Bragado       | 77-75     |
| Cuartos de final | Ciudad de Bragado vs Quilmes (Mar del Plata)       | 71-92     |
| Cuartos de final | Ciudad de Bragado vs Quilmes (Mar del Plata)       | 75-85     |
| Cuartos de final | Quilmes (Mar del Plata) vs Ciudad de Bragado       | 86-72     |

### Torneo Nacional de Ascenso 2011/2012
Jugó 31 partidos, de los cuales ganó 15 y perdió 16.
| Instancia        | Encuentro                                       | Resultado |
| ---------------- | ----------------------------------------------- | --------- |
| Primera fase     | Ciudad de Bragado vs Ciclista Juninense         | 68-65     |
| Primera fase     | Ciudad de Bragado vs Firmat Foot Ball Club      | 57-49     |
| Primera fase     | Rosario Central vs Ciudad de Bragado            | 58-73     |
| Primera fase     | Sport Club Cañadense vs Ciudad de Bragado       | 76-58     |
| Primera fase     | Ciudad de Bragado vs Monte Hermoso Basket       | 79-67     |
| Primera fase     | Ciudad de Bragado vs Alianza Viedma             | 76-64     |
| Primera fase     | Ciudad de Bragado vs Huracán (Trelew)           | 81-85     |
| Primera fase     | Banda Norte (Río Cuarto) vs Ciudad de Bragado   | 89-65     |
| Primera fase     | San Martín (Marcos Juárez) vs Ciudad de Bragado | 81-70     |
| Primera fase     | Ciudad de Bragado vs Rosario Central            | 74-66     |
| Primera fase     | Ciudad de Bragado vs Sport Club Cañadense       | 92-79     |
| Primera fase     | Alianza Viedma vs Ciudad de Bragado             | 84-61     |
| Primera fase     | Monte Hermoso Basket vs Ciudad de Bragado       | 84-65     |
| Primera fase     | Huracán (Trelew) vs Ciudad de Bragado           | 88-77     |
| Primera fase     | Ciudad de Bragado vs San Martín (Marcos Juárez) | 83-80     |
| Primera fase     | Ciudad de Bragado vs Banda Norte (Río Cuarto)   | 82-79     |
| Primera fase     | Ciudad de Bragado vs Argentino (Junín)          | 73-78     |
| Primera fase     | Argentino (Junín) vs Ciudad de Bragado          | 79-58     |
| Primera fase     | Ciclista Juninense vs Ciudad de Bragado         | 102-98    |
| Primera fase     | Firmat Foot Ball Club vs Ciudad de Bragado      | 73-75     |
| Segunda fase     | Sport Club Cañadense vs Ciudad de Bragado       | 90-81     |
| Segunda fase     | Ciudad de Bragado vs Firmat Foot Ball Club      | 71-69     |
| Segunda fase     | San Martín (Marcos Juárez) vs Ciudad de Bragado | 80-85     |
| Segunda fase     | Ciudad de Bragado vs Rosario Central            | 84-100    |
| Segunda fase     | Firmat Foot Ball Club vs Ciudad de Bragado      | 77-68     |
| Segunda fase     | Ciudad de Bragado vs San Martín (Marcos Juárez) | 87-75     |
| Segunda fase     | Rosario Central vs Ciudad de Bragado            | 65-70     |
| Segunda fase     | Ciudad de Bragado vs Sport Club Cañadense       | 87-79     |
| Cuartos de final | Ciclista Juninense vs Ciudad de Bragado         | 94-75     |
| Cuartos de final | Ciclista Juninense vs Ciudad de Bragado         | 80-66     |
| Cuartos de final | Ciudad de Bragado vs Ciclista Juninense         | 80-91     |

### Torneo Nacional de Ascenso 2012/2013
Jugó 24 partidos, de los cuales ganó 6 y perdió 18.
| Instancia    | Encuentro                                     | Resultado |
| ------------ | --------------------------------------------- | --------- |
| Grupo 4      | San Lorenzo (Chivilcoy) vs Ciudad de Bragado  | 75-69     |
| Grupo 4      | Ciudad de Bragado vs Ciclista Juninense       | 70-92     |
| Grupo 4      | Ciudad de Bragado vs Sport Club Cañadense     | 61-72     |
| Grupo 4      | Sport Club Cañadense vs Ciudad de Bragado     | 87-57     |
| Grupo 4      | Ciudad de Bragado vs San Lorenzo (Chivilcoy)  | 89-94     |
| Grupo 4      | Ciclista Juninense vs Ciudad de Bragado       | 82-70     |
| Segunda fase | San Lorenzo (Chivilcoy) vs Ciudad de Bragado  | 84-74     |
| Segunda fase | Ciudad de Bragado vs Monte Hermoso Basket     | 74-69     |
| Segunda fase | Alianza Viedma vs Ciudad de Bragado           | 79-76     |
| Segunda fase | Ciudad de Bragado vs Banda Norte (Río Cuarto) | 63-79     |
| Segunda fase | Tomás de Rocamora vs Ciudad de Bragado        | 77-80     |
| Segunda fase | Ciudad de Bragado vs Ciclista Juninense       | 72-68     |
| Segunda fase | Huracán (Trelew) vs Ciudad de Bragado         | 91-78     |
| Segunda fase | Ciudad de Bragado vs Quilmes (Mar del Plata)  | 76-92     |
| Segunda fase | Sport Club Cañadense vs Ciudad de Bragado     | 95-74     |
| Segunda fase | Monte Hermoso Basket vs Ciudad de Bragado     | 95-81     |
| Segunda fase | Ciudad de Bragado vs Alianza Viedma           | 72-92     |
| Segunda fase | Banda Norte (Río Cuarto) vs Ciudad de Bragado | 94-85     |
| Segunda fase | Ciudad de Bragado vs Tomás de Rocamora        | 87-80     |
| Segunda fase | Ciclista Juninense vs Ciudad de Bragado       | 70-69     |
| Segunda fase | Ciudad de Bragado vs Huracán (Trelew)         | 81-78     |
| Segunda fase | Quilmes (Mar del Plata) vs Ciudad de Bragado  | 96-84     |
| Segunda fase | Ciudad de Bragado vs San Lorenzo (Chivilcoy)  | 80-69     |
| Segunda fase | Ciudad de Bragado vs Sport Club Cañadense     | 76-81     |

## Títulos obtenidos

### Torneos locales
- Campeón Torneo Clausura 2004 de la Asociación de Basquetbol de Chivilcoy

### Torneos nacionales
- Campeón Campeonato Argentino de Clubes 2004
- Campeón Liga Nacional "B" 2008/2009

## Otros logros
- Subcampeón Torneo Provincial de Clubes 2003/2004
- Subcampeón Liga Nacional "B" 2005/2006